# Aeroportul Berlin Tegel
Aeroportul Berlin Tegel (în germană Flughafen Berlin-Tegel) (IATA: TXL, ICAO: EDDT) a fost un aeroport din Sector Reinickendorf, Berlin, Germania ce a deservit zona Berlin. Aeroportul a fost tranzitat în noiembrie 2020 de 32.939 de pasageri. A fost deschis în 1939 și numit după Otto Lilienthal. Pe 5 mai 2021 a fost închis. Mai există un heliport militar.
Situat la o altitudine de 37 m, aeroportul dispune de 2 piste și ocupă o suprafață de 4.660.000 m². Este operat de Berliner Flughafen-Gesellschaft mbH⁠(d).

## Infrastructură

### Piste
Aeroportul dispune de 2 piste. Pista 08L/26R are suprafața de asfalt și dimensiunile 3.023 m × 46 m. Pista 08R/26L are suprafața de asfalt și dimensiunile 2.428 m × 46 m. 